# Fountain Hill (Arkansas)
Fountain Hill è un comune degli Stati Uniti d'America, situato in Arkansas, nella contea di Ashley.